# Mistrz z Petersburga
Mistrz z Petersburga – powieść południowoafrykańskiego laureata Literackiej Nagrody Nobla – Johna Maxwella Coetzee, wydana w 1994 roku i będąca fantazją na temat epizodu z życia rosyjskiego powieściopisarza Fiodora Dostojewskiego.